# Metoprolol
Metoprolol is een selectieve β1-blokker die wordt gebruikt voor de behandelingen van verschillende cardiologische aandoeningen, zoals na een hartinfarct. Ook wordt het middel door huisartsen en internisten toegepast bij hypertensie. Metoprolol wordt ook gebruikt bij de behandeling van migraine. Het middel is sinds 1975 internationaal op de markt en werd in Nederland voor het eerst als Selokeen geregistreerd in 1980, door AstraZeneca. Andere merknamen zijn Selokomb (Pfizer) en Lopresor (Novartis).
Het was in 2012 in Nederland het meest gebruikte medicijn met acht miljoen verstrekkingen.

## Verbindingen
Metoprolol is doorgaans in twee vormen beschikbaar: metoprololsuccinaat en metoprololtartraat. De succinaatvorm wordt langzamer afgegeven en hoeft daardoor minder vaak ingenomen te worden dan de tartraatvorm. De tartraatvorm daarentegen werkt sneller en kan daarom ook bij acute hartkrampen voorgeschreven worden.

## Stereochemie
Metoprolol bevat een stereocentrum en bestaat uit twee enantiomeren. Dit is een racemaat, dat wil zeggen een 1: 1-mengsel van (R) - en de (S) -vorm:
| Enantiomeren van metoprolol | Enantiomeren van metoprolol |
| --------------------------- | --------------------------- |
| CAS-Nummer: 81024-43-3      | CAS-Nummer: 81024-42-2      |